# 尾川丈一
尾川 丈一（おがわ じょういち）は、日本の組織コンサルタント。専門は、組織開発（Organization Development）。

## 経歴

### 公職歴
1990年―1991年：通産省「人間感覚尺度応用構成審議委員会（大プロ）」選定取組：エルゴノミクス分野・専門委員（株式会社内田洋行・知的生産性研究所）。2011年：文部科学省「東日本大震災からの復旧・復興を担う専門人材育成支援事業」宮城県Ｎｏ.２ 選定取組：医療情報事務分野・専門委員（学校法人中央情報学園中央情報専門学校）。2012年：近畿経済局中小企業助成「高度グローバル経営人材育成事業」選定取組：医療画像音声認識システム分野・専門人材（株式会社ホットライン）。2020年6月1日～2021年5月31日：厚生労働省(認可指定）株式会社能力開発　キャリア・コンサルタント更新講習 運営委員会・専門委員。2022年6月～：一般社団法人プロセス・コンサルテーション学会 学術常任理事。
(株)内田洋行知的生産性研究所主任研究員。福岡県立大学人間社会学部専任講師。(株)長銀総合研究所コンサルテーション部特別研究員。(学)麻布学園中学校・高等学校カウンセリング室専門委員。大原簿記学校国際資格事業本部企画課長（San Jose State University, Randy Center, International Correspondent）。株式会社アルファ・レコード経理部長。
Stanford University,Clark Center (Dept. of Medical-Robotics Engineering),Visiting Scholar。
現在：Process Consultation Inc. (San Jose, CA) CEO。

### 学歴
- 1982年 慶應義塾大学経済学部卒業。
- 1986年 慶應義塾大学文学部人間関係学科心理学専攻卒業
- 1989年 慶應義塾大学大学院社会学研究科博士前期課程社会学専攻修了
- 1993年 慶應義塾大学大学院社会学研究科博士後期課程社会学専攻 (所定単位取得退学)
- 2009年 神戸大学大学院経営学研究科博士後期課程マネジメント専攻(所定単位取得退学)
- 1991年9月 - 1992年8月 スタンフォード大学医学研究科行動科学教室:MRI(Mental Research Institute)リサーチ・フェロー
- 2003年9月 - 2005年8月 William Alanson White Institute(NYネオ・フロイト派社会精神分析研究所)Post-Doctoral Program（経営精神分析）修了
- 2016年8月 - NTL OD Certification Program履修中
- 2015年9月～2018年8月　西本願寺派・中央仏教学院・学習課程・修了
- 2019年11月 グランド・キャニオン大学大学院教育学研究科後期博士課程リーダーシップ＆組織開発専攻（Grand Canyon University, Doctor of Education in Leadership and Organizational Development） 入学

## 主要著作

### 共訳
- 『神経症組織―病める企業の診断と再生―』（マンフレッド・ケツ・ド・ブリース/ダニー・ミラー(著),渡辺直登/尾川丈一(訳),亀田ブックサービス, 1995）
- 『人間コミュニケーションの語用論―相互作用パターン、病理とパラドックスの研究』（ポール・ワツラヴィック/ドン・D・ジャクソン/ジャネット/ベヴン・バベラス(著), 山本和郎/尾川丈一(訳), 二瓶社, 1998）
- 『魔術の構造』単行本（リチャード・バンドラー/ジョン・グリンダー(著),トマス・コンドン (監訳),尾川丈一/石川大雅（訳）, 亀田ブックサービス, 2000）
- 『プロセス・コンサルテーション―援助関係を築くこと』（エドガー・シャイン(著), 稲葉元吉/尾川丈一(訳), 白桃書房, 2002）
- 『企業文化―生き残りの指針』単行本（エドガー・シャイン(著),金井壽宏/尾川丈一(訳),白桃書房, 2004）
- 『部下を持つ人のためのNLP(神経言語プログラミング)―困った部下とつきあうために、いやな上司にならないために』（ハリー・アルダー(著), 尾川丈一/高橋慶治(訳),東京図書,2005）
- 『イカロス・パラドックス―企業の成功、衰退、及び復活の力学』（ダニー・ミラー(著), 尾川丈一/梶原誠(訳),亀田ブックサービス, 2006）
- 『DECの興亡―IT先端企業の栄光と挫折』（エドガー・シャイン/ピーター・S・ディリシー(著),稲葉元吉/尾川丈一(訳),亀田ブックサービス, 2007）
- 『アンコモン・ケースブック：ミルトン・エリクソンの全症例』（ウイリアム・H・オハンロン/アンジェラ・L・ヘクサム（著）, 羽白誠/尾川丈一(訳)亀田ブックサービス, 2011）
- 『催眠における生活構造のリフレーミング (ミルトン・エリクソン言行録 第2巻)』(アーネスト・L・ロッシ/マーガレット・O・リアン (著), ヒレル・ザイトリン/尾川丈一(訳),亀田ブックサービス, 2012)
- 『組織セラピー 組織感情への臨床アプローチ』（エドガー・シャイン(著), 尾川丈一/稲葉祐之/木村琢磨(訳),白桃書房, 2014）
- 『プロティアン・キャリア・生涯を通じて生き続けるキャリア (- キャリアへの関係性アプローチ -)』（ダグラス・ティム・ホール(著), 尾川丈一, 藤井博(訳), 亀田ブックサービス, 2016）
- 『キャリア・マネジメント セルフ・アセスメント:変わり続ける仕事とキャリア』『キャリア・マネジメント パーティシパント・ワークブック:変わり続ける仕事とキャリア』『キャリア・マネジメント ファシリテーター・ガイド:変わり続ける仕事とキャリア』（エドガー・シャイン,ジョン・ヴァン=マーネン（著）,木村琢磨（監訳）,尾川丈一（訳）,白桃書房、2015）
- 『見えるグループ 見えないグループ』（イヴォンヌ・アガザリアン（著）,リチャード・ピーターズ（著）,尾川丈一（訳）,酒井輝彦（訳）,松本美央（訳）,プロセス・コンサルテーション, 2018）
- 『対話型組織開発（プロセス・コンサルテーション）の実際 ～ 社会構成主義の実践～』,（エドガー・シャイン, 尾川丈一, 小林基男, 重松健司 (著), プロセス・コンサ ルテーション、2019）
- 『FORMING STORMING NORMING PERFORMING タックマンのチームビルディングモデルの4段階』,（ドナルド・イゴルフ, サンドラ・チェスター（著）,尾川丈一, 髙橋豊, 中島愛子（監訳）,前田幸子, 佐分徳枝, 柴田郁夫（訳）, プロセス・コンサルテーション, 2020）
- 『キャリア・アンカー ゼロ ～あなたの本当の価値を見つけよう～』（エドガー・シャイン／尾川丈一（著），櫻井恵里子／中島愛子（監訳），佐分徳枝／船木優子（訳），(株)プロセス・コンサルテーション、2020）
- 『バウンダリーレス・キャリア 上巻』（マイケル B. アーサー／デニス M. ルソー（監修）／尾川丈一／石垣 正憲／小泉 利明／村井 真子（監訳），小嶋 琢／棚橋祐司／船木優子（訳），(株)プロセス・コンサルテーション、2023）
- 『共依存』（ジェニファー J.ソール（著）／尾川丈一／中村 英泰（監訳），小嶋 琢／佐分 徳江／棚橋 祐司／臼井 資則（訳），(株)プロセス・コンサルテーション、2023）
- 『経営心理学 第2版』（エドガー H. シャイン（著）／尾川丈一／高瀬 進／櫻井 恵里子／村井 真子（監訳），赤堀 吉昭／伊藤 由香里／高橋 洋／米田 淳紀（訳），(株)プロセス・コンサルテーション、2023）
- 『バウンダリーレス・キャリア 下巻』（マイケル B. アーサー／デニス M. ルソー（監修）／尾川丈一，(株)プロセス・コンサルテーション、2024）

### 単訳
- 『ナレイティブセラピー　事例編－マイケル・ホワイト論文選集－』（マイケル・ホワイト(著),亀田ブックサービス,2003）
- 『企業文化 改訂版: ダイバーシティと文化の仕組み』（エドガー・シャイン(著),白桃書房,2016）
- 『催眠による治療 (ミルトン・エリクソン言行録 第1巻)』(アーネスト・L・ロッシ/マーガレット・O・リアン (著) ,亀田ブックサービス, 2017)

### 単著
- 『イマージェント・リーダー―グループにおける自然発生的なリーダーとメンバーとの相互作用に関する過程研究－』(亀田ブックサービス,2010)
- 『キャリア・ダイナミクスⅡ 改訂版』(プロセス・コンサルテーション,2020)

### 共著
- 『心理療法入門』(小川捷之/尾川丈一(著),金子書房, 1993)
- 『ブリーフセラピー入門』(宮田敬一/尾川丈一(著),金剛出版, 1994)
- 『マルチメディア社会システムの諸相 (シリーズ・社会科学のフロンティア・第12巻)』(高木晴夫/尾川丈一(著),日科技連出版社, 1997)
- 『解決志向ブリーフセラピーの実際』(宮田敬一/尾川丈一(著),金剛出版,1997)
- 『DVD [NLPシリーズ] 全5巻』(ジェイク・イーグル・マイク・バントランド/尾川丈一(著),亀田ブックサービス, 2006)
- 『The Organizational Therapy 1st Edition』(by Edgar H. Schein & Joichi Ogawa, Alternative Views Publishing, 2009)
- 『シャイン博士が語るキャリア・カウンセリングの進め方: <キャリア・アンカー>の正しい使用法』（エドガー・シャイン/尾川丈一(著),白桃書房, 2016）
- 『シャイン博士が語る組織開発と人的資源論』（エドガー・シャイン/尾川丈一(著),白桃書房, 2017）
- 『キャリア・ダイナミクスII』(エドガー・シャイン/尾川丈一(著),亀田ブックサービス, 2017)
- 『The Organizational Therapy 2nd Edition』(by Edgar H. Schein & Joichi Ogawa, Process Consultation USA, 2017)
- 『ハンブル・リーダーシップ』（エドガー・シャイン／尾川丈一／櫻井恵里子／日向美穂（著）、(株)プロセス・コンサルテーション、2019）
- 『プロセス・コンサルテーションの実際Ⅱ』（エドガー・シャイン／尾川丈一（著）、(株)プロセス・コンサルテーション、2020）
- 『これからのキャリア開発と組織社会化』（エドガー・シャイン／尾川丈一／株式会社パーソル総合研究所（著）、(株)プロセス・コンサルテーション、2021）
- 『組織と従業員の間で変化する心理的契約』（エドガー・シャイン／尾川丈一／船木優子（著）、(株)プロセス・コンサルテーション、2023）
- 『ミンツバーグとのダイアローグ』（尾川丈一／棚橋祐司（監修）、（ヘンリー・ミンツバーグ／梶原誠／小林基男／重松健司／櫻井恵里子（著）(株)プロセス・コンサルテーション、2024）